# Castilleja pseudohyperborea
Castilleja pseudohyperborea är en snyltrotsväxtart som beskrevs av O.V. Rebristaya. Castilleja pseudohyperborea ingår i släktet målarborstar, och familjen snyltrotsväxter. Inga underarter finns listade i Catalogue of Life.